# Xiruana
Xiruana là một chi nhện trong họ Anyphaenidae.